# 今熊山 (東京都)
今熊山（いまくまさん）は、東京都八王子市上川町にある標高505.7mの山である。戸倉三山に隣接する。
東京都立秋川丘陵自然公園に含まれている。失踪者や遺失物などを戻して欲しいときに、この頂上で「（失せものの名前）を出してくりょーやーい!」と大声で呼ばわれば元に戻るとの信仰があり、「呼ばわり山」のひとつに数えられている。山中に今熊山園地、今熊開運稲荷社が、頂上に今熊神社があり今熊神社登拝口に同神社の遥拝殿がある。
八王子八十八景に選ばれている場所でもある。

## 登山
JR武蔵五日市駅より西東京バス「川口経由 京王八王子駅行」（八20）にて「今熊山登山口」バス停下車（6分）、徒歩登り50分・下り35分。

## 獅子舞

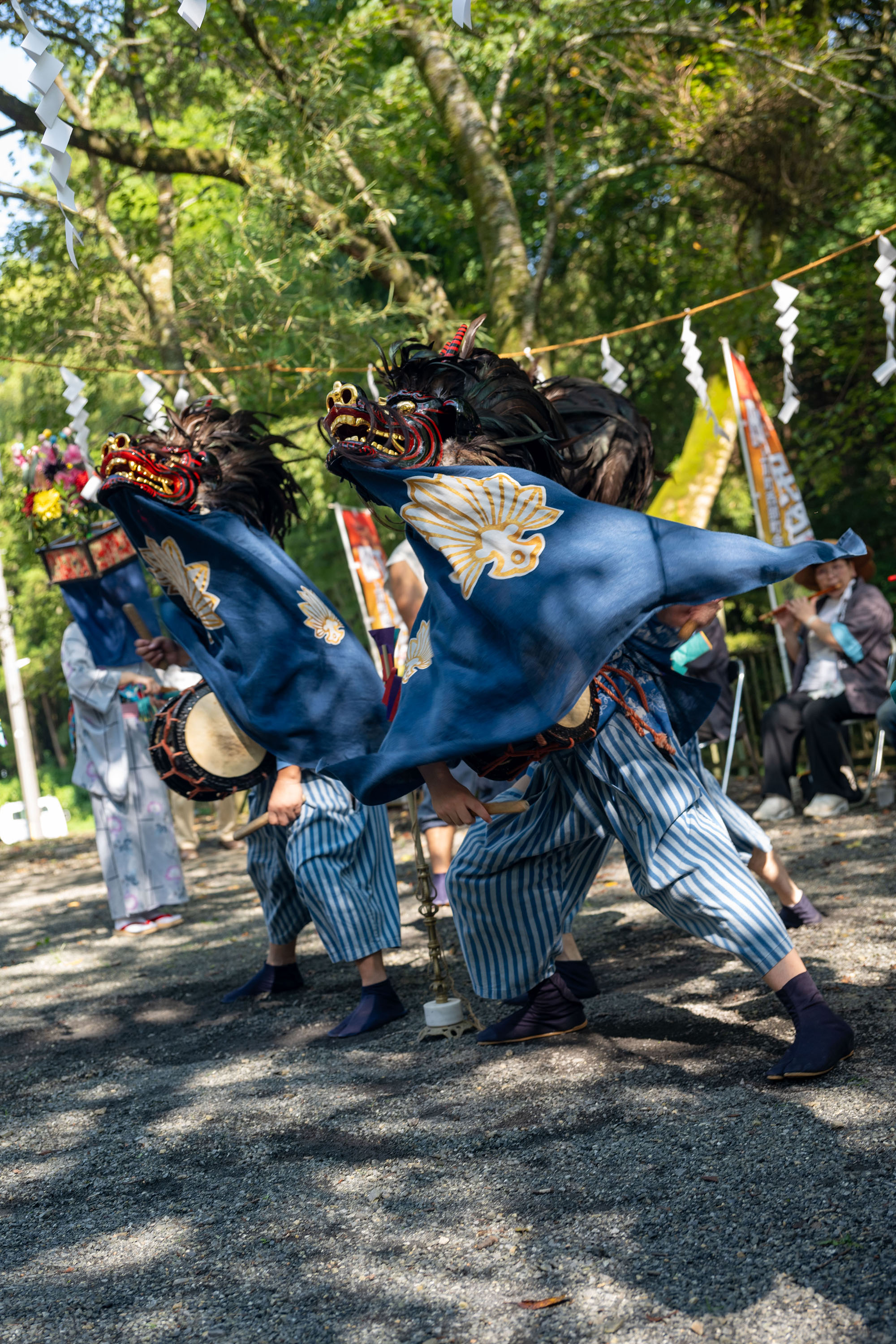
今熊神社獅子舞

毎年、8月最終の日曜日に山麓の今熊神社境内にて獅子舞の奉納を行っている。

## 金剛の滝

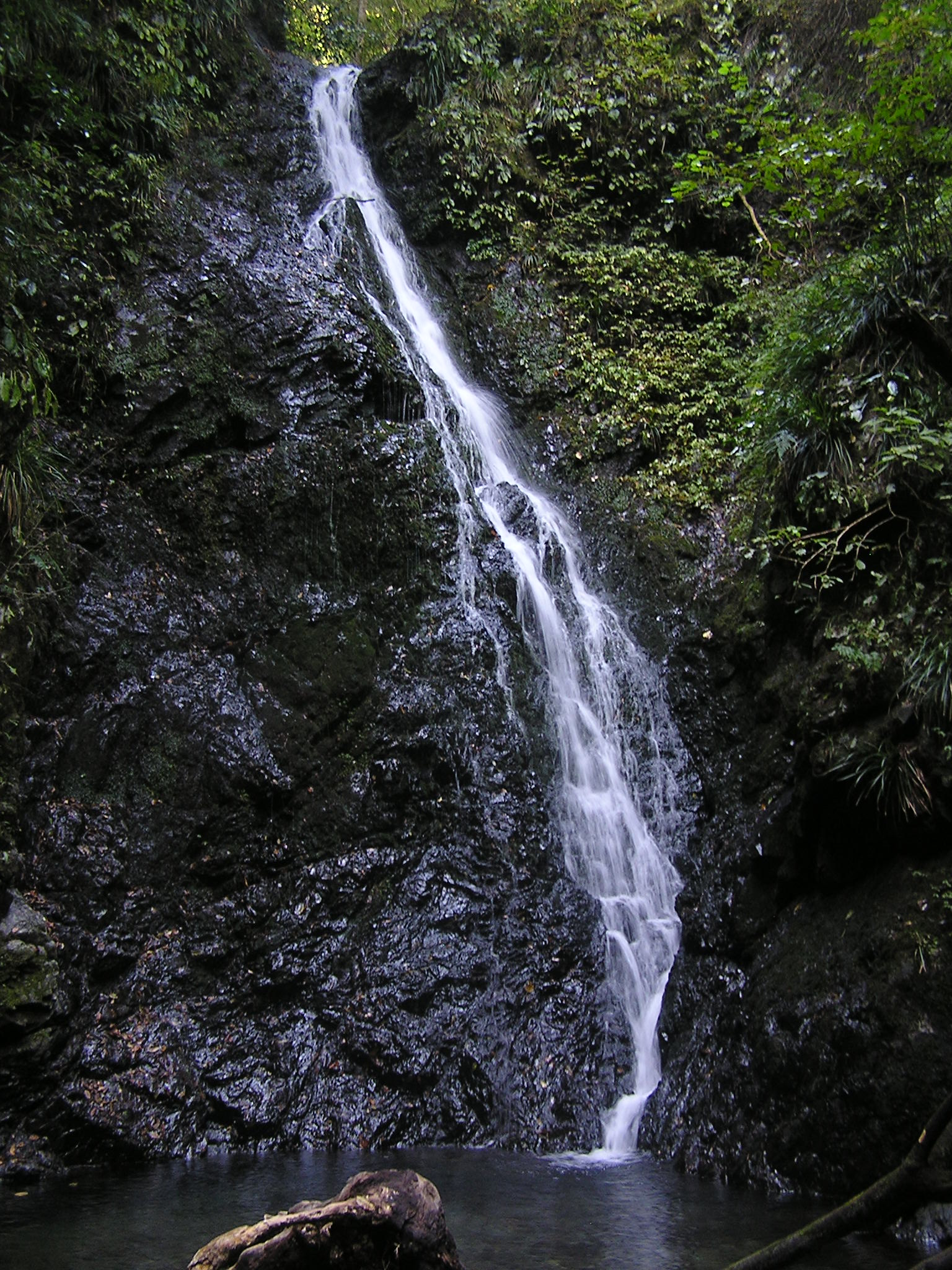
金剛の滝の雄滝

今熊山の麓に逆川があり、逆川の途中に金剛の滝がある。金剛の滝は18mの雄滝と4mの雌滝からなる。金剛の滝へは広徳寺より徒歩登り40分・下り30分。

## 隣接する山
- 刈寄山（686.99m）

## 周辺の山など
- 市道山（795.1m）
- 臼杵山（842.1m）
- 陣馬山（854.8m）
- 高尾山（599m）
- 和田峠（690m）
- 醍醐丸（867m）- 隣接する山

## 参照
1. ↑  山と高原地図 23.奥多摩 2013 昭文社
2. ↑  金剛の滝 - 八王子市
3. ↑  東京都立小峰公園 小峰ビジターセンター 金剛の滝 広徳寺